# Bangkok Dangerous
Bangkok Dangerous är en amerikansk gangsterfilm från 2008 skriven och regisserad av Pang brothers, huvudrollen spelas av Nicolas Cage. Filmen är en nyinspelning av Pangs debutfilm från 1999 med samma namn.

## Handling
Yrkesmördaren Joe reser till Bangkok, Thailand för att mörda fyra personer åt gangsterledaren Surat. Joe anlitar småtjuven Kong för att hämta paket från dansaren Aom på en nattklubb som Kong blir senare förälskad. Paketen som Joe får innehåller uppdrag om vilken person som han ska mördas. Det första uppdraget slutförs som planerat, men han blir sårad på vägen när han flyr med en motorcykel och söker senare hjälp på ett apotek. Joe får träffa en döv kassörska som heter Fon som han senare frågar om han vill bjuda henne på middag, de lär känna varandra och Joe berättar att han jobbar som bankman. Det andra och tredje uppdragen går som planerat men den fjärde offret blir Thailands premiärminister, det blir ett avgörande beslut om han ska utföra eller inte alls.

## Rollista (i urval)
- Nicolas Cage - Joe
- Shahkrit Yamnarm - Kong
- Charlie Yeung - Fon
- Nirattisai Kaljaruek - Surat
- Panward Hemmanee - Aom

## Mottagande
Recensioner av svenska tidningar i urval:
- Svenska Dagbladet - 3/6 [2]
- Aftonbladet - 3/5 [3]
- Metro - 2/5 [4]
- Nyhetsmorgon - 2/5 [5]